# Viburnum triphyllum
Espèce
Synonymes
- Oreinotinus laurifolius Oerst.[1]
- Oreinotinus triphyllus Oerst.[1]

Viburnum triphyllum est un arbre originaire des montagnes de Colombie (entre 1700 et 3500 m d'altitude) qui peut atteindre 17 m de hauteur.